# Фавзі Аль-Іссаві
Фавзі Омар Ахмед Аль-Іссаві (араб. فوزي العيساوي, нар. 27 лютого 1960, Бенгазі) — лівійський футболіст, що грав на позиції півзахисника за «Аль-Наср» з Бенгазі, а також національну збірну Лівії. По закінченні виступів на футбольних полях — лівійський футбольний тренер. Кращий гравець Кубка африканських націй 1982 року.

## Клубна кар'єра
У дорослому футболі Фавзі Аль-Іссаві дебютував 1976 року виступами за команду «Аль-Наср» з рідного Бенгазі, кольори якого і захищав протягом усієї своєї кар'єри гравця, яка тривала до 1997 року. У складі команди Аль-Іссаві зіграв у чемпіонаті 657 матчів, у яких відзначився 255 забитими м'ячами. У складі команди у 1987 році став чемпіоном країни, а в 1997 році став володарем Кубка Лівії.

## Виступи за збірну
У 1977 році Фавзі Аль-Іссаві дебютував у складі національної збірної Лівії. У складі збірної футболіст брав участь у домашньому для лівійської збірної Кубку африканських націй 1982 року, на якому збірна Лвії посіла друге місце, лише у фіналі поступившись у серії пенальті збірній Гани, а сам Аль-Іссаві був визнаний кращим гравцем турніру. У складі збірної футболіст грав до 1985 року, провів у складі збірної 90 матчів, у яких відзначився 40 забитими м'ячами.

## Кар'єра тренера
У 2018 році Фавзі Аль-Іссаві очолював свій рідний клуб «Аль-Наср». У 2018—2019 роках колишній футболіст очолював національну збірну Лівії.

## Титули і досягнення
- Срібний призер Кубка африканських націй: 1982
- Найкращий гравець Кубка африканських націй : 1982